# كاستيلفاي دي لا ماركا
بلدية كاستيلبي دي لا ماركا (بالكاتالانية: Castellví de la Marca) هي إحدى بلديات مقاطعة برشلونة، والتي تقع في منطقة كاتالونيا، شرق إسبانيا.
يبلغ عدد سكانها 1.596 نسمة وفقاً لإحصائية سنة (2007).